# Giuseppe Bufalari
Giuseppe Bufalari (Firenze, 1927 – Firenze, 20 giugno 2022) è stato uno scrittore italiano autore prevalentemente di libri per ragazzi.

## Biografia
Nato a Firenze nel 1927, fu insegnante elementare in provincia di Potenza, poi a Porto Ercole, sul mare ed in seguito a Firenze.
Da queste esperienze nascono i primi libri:  La masseria (1960, editore Lerici) e  La barca gialla (1966, Editore Einaudi).
Ha scritto altri libri pubblicati da vari editori.

Ha vinto premi letterari ed è stato insignito con la medaglia d'oro del presidente della Repubblica nel 1964.
Viveva a Firenze, nel rione S.Croce.

## Opere principali

### La masseria
Editore Lerici, 1960 - Collana narrativa diretta da Romano Bilenchi e Mario Luzi

L'autore, nei primi anni '50, arriva in una lontana masseria lucana, insegnante e assistente sociale, dove si trova a vivere la fine di quella società arcaica ed i profondi difficili mutamenti che verranno. 
Traduzioni:  in tedesco per A. Muller Verlag (Das tal des Zornes), in spagnolo per Plaza e Janes (La Maseria), in svedese per Gebers Stoccolma (Bondgarden).
Molti gli interventi critici: sul "Corriere della Sera del 21/3/1961 Eugenio Montale scrive: "Un libro vivo, senza ricerche di stile ma in verità scritto benissimo (..) un'indipendenza di giudizio non comune tra gli autori engagés"

La Nuova Italia ha pubblicato un'edizione ridotta per le scuole medie.

### La barca gialla
Editore Einaudi ragazzi, 1966 - Giunti Editore, 2000

È il racconto che per primo ha fatto scoprire ai giovani il mondo subacqueo. Enrico, figlio di pescatori, nelle sue esplorazioni incontra la ragazzina di uno yacht, nasce un'amicizia speciale. Vanno insieme sott'acqua, dove tutto è ancora come all'inizio del mondo, incontrano antichi naufragi, si fanno una casa, scoprono i miti del mare.
Traduzioni:

in inglese: The yellow boat (Editore Knopf - N.Y.1969)

in tedesco: Das gelbe Boat (Loewes Verlag, 1970)

in african: Dee geel boot (Hollandsch Africaansche - Pretoria, 1972)

in cecoslovacco: Zluty Clun  (Gruppo Albatros - Praga, 1975)

in spagnolo ed in catalano, rispettivamente: La barca amarilla e  La barca groga (Grupo Edebé - Barcellona).
Numerosi gli interventi critici, anche su riviste: Pino Boero, Carla Poesio, Gianni Rodari, Giuseppe Antonelli, Giampaolo Martelli e altri.

## Altre opere
- Il corallo è in fondo al mare  (1968, Giunti Editore)
- Adriatico mare della pace  (1970, Giunti Editore)
- Pezzo da novanta  (1971,  Le Monnier  - 1973 Bompiani)
- È questa gioventù  (1972, Le Monnier - 1974 Bompiani)
- La nave dei guerrieri  (1972,  Fabbri Editori)
- Il ponte dell'amicizia  (1972, Fabbri Editori)
- Ragazzi al laccio  (1974, Fabbri Editori Editore)
- Scellamozza  (1975,  Einaudi Editore)
- Cile: ricerca della libertà  (1976, Fabbri Editori)
- Il ragazzo dell'orsa maggiore  (1977, AMZ Editrice)
- Quando passarono le anatre  (1982, Einaudi Editore)
- Voscenza benedica  (1988, Le Monnier)
- Caccia all'uomo squalo  (2000, Giunti Editore)

## Premi
- Premio Salento 1961, Opera Prima: "La masseria"
- Premio Rapallo "Villa Benia" 1967: "La barca gialla"
- Premiato nell'Award internazionale H. C. Andersen (Praga, 1967)